# 다카오 류세이
다카오 류세이(일본어: 髙尾 流星, 2003년 11월 20일~)는 일본의 축구 선수이다.

## 구단 경력
그는 2022년 J3리그의 가이나레 돗토리에 입단했다. 2024년까지 42경기에 출전하여, 2득점을 넣었다. 2025년 반라우레 하치노헤로 이적했다.